# Sarah Teichmann

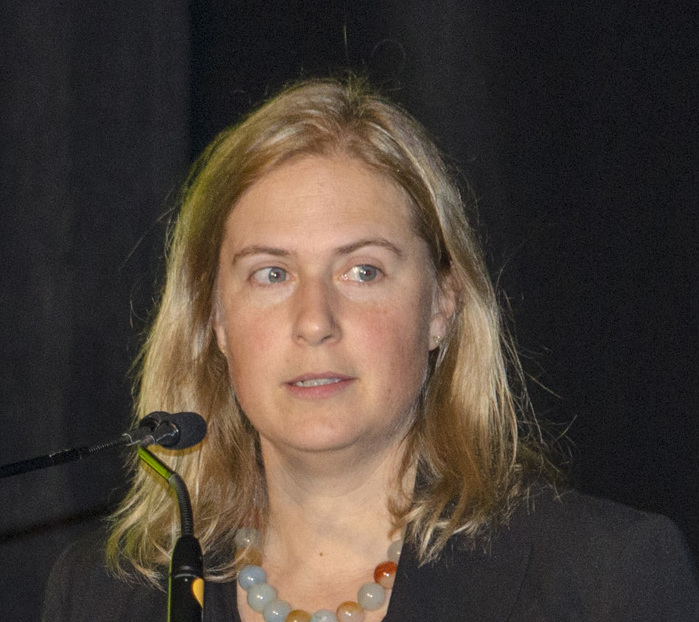
Sarah Teichmann (2014)

Sarah Amalia Teichmann (* 14. April 1975, in Karlsruhe, Deutschland) ist eine deutsche Wissenschaftlerin im Bereich Systembiologie und Genetik. Sie ist Forschungsdirektorin am Cavendish Laboratory der Cambridge University. Ebenso ist sie Leiterin des Zellgenetik-Programms am Wellcome Trust Sanger Institute und Senior Research Fellow am Churchill College, Cambridge.

## Ausbildung
Teichmann besuchte von 1981 bis 1993 die Europäische Schule Karlsruhe, wo sie 1993 das Europäische Abitur erhielt. Sie studierte den Natural Sciences Tripos am Trinity College, Cambridge, erhielt ihren Bachelor of Arts erster Klasse 1996 und 1999 ihren PhD in Genom-Evolution am Laboratory of Molecular Biology, Cambridge.

## Karriere und Forschung
Nach ihrem PhD machte sie einen Postdoc unter Janet Thornton am University College London. Von 2001 bis 2012 war sie eine Programmleiterin des Medical Research Council (MRC) und untersuchte Muster in Proteininteraktionen und transkriptionellen Regulationsnetzwerken. Im Jahr 2013 erhielt Teichmann eine  Position am Wellcome Trust Sanger Institute und am European Bioinformatics Institute (EMBL-EBI). Von 2005 bis 2015 war sie als Lehrbeauftragte und Studiendirektorin am Trinity College in Cambridge tätig. Sie ist seit 2015 Forschungsdirektorin (äquivalent zu Professorin) am Cavendish Laboratory der Cambridge University. Zusätzlich ist Teichmann seit 2016 Leiterin der Abteilung für Zellgenetik am Wellcome Trust Sanger Institute und Senior Research Fellow am Churchill College, Cambridge.

### Forschung
Teichmanns Forschung untersucht Genexpression, den Aufbau von Protein-Komplexen, Evolution und Immunologie sowohl mithilfe von Laboruntersuchungen als auch von bioinformatischen Methoden. Teichmann arbeitet unter anderem mit Single Cell und Spatial Transcriptomics und ist Mitbegründerin des Human Cell Atlas.

### Preise und Ehrungen
Teichmann hat mehrere Auszeichnungen erhalten. Im Jahr 2010 wurde ihr die Colworth Medal von der Biochemical Society verliehen. Im Jahr 2012 erhielt Teichmann die Francis Crick Medal and Lecture, die Mitgliedschaft in der European Molecular Biology Organization (EMBO) und den Lister Prize vom Lister Institute of Preventive Medicine. Im Jahr 2015 wurde ihr der Michael and Kate Bárány Award für junge Forscher der Biophysical Society sowie die EMBO-Goldmedaille verliehen. Teichmann wurde 2015 zum Fellow der Academy of Medical Sciences (FMedSci) gewählt.
Teichmann setzt sich für die Karrieren von Frauen in der Wissenschaft ein, indem sie Wissenschaftlern mit Familien ermöglicht, ihre Karrieren in Teilzeit voranzutreiben. Teichmann wurde 2016 von der International Society for Computational Biology zum ISCB Fellow gewählt. Sie gewann 2012 den Suffrage Science Award.
Im Jahr 2020 erschien Teichmann auf der „Science Power List“ der The Times für ihre Arbeit am Human Cell Atlas und wurde zum Fellow der Royal Society gewählt.
Teichmann erhielt den FEBS | EMBO Women in Science Award 2023, der Wissenschaftlerinnen für bedeutende Leistungen im Bereich der Biowissenschaften in Europa in den letzten fünf Jahren ehrt.
2025 wurde Teichmann zum Mitglied der American Academy of Arts and Sciences gewählt.

## Veröffentlichungen (Auswahl)
- Joseph A. Marsh, Helena Hernández, Zoe Hall, Sebastian E. Ahnert, Tina Perica, Carol V. Robinson, Sarah A. Teichmann: Protein Complexes Are under Evolutionary Selection to Assemble via Ordered Pathways. In: Cell. Band 153, Nr. 2, 2013, S. 461–470, doi:10.1016/j.cell.2013.02.044, PMID 23582331, PMC 4009401 (freier Volltext).
- Tina Perica, Yasumasa Kondo, Sandhya Tiwari, Stephen H. McLaughlin, Katherine R. Kemplen, Xiuwei Zhang, Annette Steward, Nathalie Reuter, Jane Clarke, Sarah A. Teichmann: Evolution of oligomeric state through allosteric pathways that mimic ligand binding. In: Science. Band 346, Nr. 6216, 2014, doi:10.1126/science.1254346, PMID 25525255, PMC 4337988 (freier Volltext).
- Oliver Stegle, Sarah A. Teichmann, John C. Marioni: Computational and analytical challenges in single-cell transcriptomics. In: Nature reviews. Genetics. Band 16, Nr. 3, 2015, S. 133–145, doi:10.1038/nrg3833, PMID 25628217.
- Joseph A. Marsh, Holly A. Rees, Sebastian E. Ahnert, Sarah A. Teichmann: Structural and evolutionary versatility in protein complexes with uneven stoichiometry. In: Nature communications. Band 6, Nr. 1, 2015, doi:10.1038/ncomms7394, PMID 25775164.